# Louise Frevert
Louise Frevert (née le 31 mai 1953 à Frederiksberg) est une femme politique, actrice et danseuse danoise. Elle a été membre du Folketing entre 2001 et 2007, représentant le Parti populaire danois puis les Démocrates du centre. Elle est ouvertement homosexuelle.

## Carrière

### Éducation, danse du ventre et cinéma
Frevert étudie le ballet classique avec Ole Palle à la Det Danske Balletkompagni et Edith Fransen au Théâtre royal danois. En 1974, elle est chorégraphe à temps partiel pour le Modern Ballet au Lincoln Center de New York. En 1977, elle étudie le théâtre avec l'acteur Martin Hansen. 
Frevert est danseuse de ballet professionnelle au Pennsylvania Ballet et à la Iranian National Ballet Company. Elle se produit en tant que danseuse du ventre pour le shah iranien Mohammad Reza Pahlavi. 
Elle travaille au Det Danske Teater, au Nørrebros Teater et au Det Ny Teater en tant que chorégraphe lors de revues, spectacles et représentations théâtrales. Elle enseigne dans l'une des premières écoles de danse du ventre du Danemark de 1990 à 2001. Depuis 2011, responsable des opérations dans une entreprise de nettoyage et employé dans une entreprise de bijouterie.   
Elle joue dans le clip de Apache de Tommy Seebach en 1977,. Elle est danseuse de reserve pour Debbie Cameron lors du concours Eurovision de la chanson de 1981. 
Elle joue dans plusieurs films pornographiques de Color Climax. Frevert est aussi figurante dans plusieurs films danois, dont plusieurs films de chevet et un film suédois. 

### Carrière politique
Frevert est représentante des citoyens de Copenhague pour le Parti populaire conservateur de 1994 à 1998 et pour le Parti populaire danois de 1999 à 2007. Elle siège à la commission de la santé et des soins de 1998 à 2001, à la commission de l’école et de la culture de 1994 à 2001. Elle est membre du conseil d'administration du Voksenundervisningscenter de 1994 à 2001, de la Københavns Ungdomskole de 1998 à 2001, du Erhvervsrådet de 1998 à 2001, et du Arbejdsmarkedsrådet de Copenhague de 1998 à 2001, du Prøvestenen en 2001, du Integrationsrådet de 1998 à 2001, de Biledskolen de 1998 à 2001 et du Comité pour les jeunes et l'éducation depuis 1998. 
Frevert est élue au Folketing pour le Parti populaire danois dans la localité de Vestre Storkreds en 2001 avec 2 109 votes, et réélue dans la commune de Frederiksborg en février 2005 avec 7948 votes. 
Lors des élections locales de 2005, Frevert est candidate à la mairie du Parti populaire danois dans la commune de Copenhague, mais n'est pas élue. 
En mai 2007, Louise Frevert publie son autobiographie, Grib chancen, qui contient une critique acerbe du Parti populaire danois, et de sa dirigeante Pia Kjærsgaard. À la suite de cette publication, le 8 mai 2007, Frevert quitte le parti et reste pendant un certain temps sans étiquette. Du 28 septembre 2007 jusqu'aux élections générales du 13 novembre 2007, elle représente les Démocrates du centre. Cependant, le parti ne rassemble pas suffisamment de signatures pour pouvoir se présenter à nouveau et Frevert quitte le Folketing.

### Controverses
À l'automne 2005, Frevert reçoit un certain nombre de rapports de police et fait l'objet de nombreux débats dans les médias à cause de son site Web. Le site contenait une collection de 40 articles nommés « Articles que personne n'ose imprimer », qui met en garde contre une supposée prise de contrôle islamique au Danemark, comparant l'islam à un cancer et faisant un certain nombre d'allégations négatives mais non sourcées sur les musulmans en général.       
Dans un premier temps, Frevert défend les articles dans le journal Information. Quelques jours plus tard, tous les articles sont supprimés du site Internet et, le 30 septembre, Peter Skaarup, du Parti populaire danois, publie un communiqué de presse disant que Frevert regrette la publication des articles,. Plus tard la même journée, Skaarup publie un autre communiqué de presse, déclarant que Frevert n'avait pas connaissance des articles et qu'ils ont été écrits et publiés par son webmaster, Ebbe Talleruphuus. Talleruphuus prend l'entière responsabilité de la publication des articles et démissionne du parti,.      
Dans un premier temps, l'affaire conduit Frevert à se retirer du Folketing. Deux mois plus tard, le 22 novembre 2005, elle est convoquée à une réunion du Parti populaire danois, où elle est privée de son poste de rapporteur pour l'éducation, mais reste rapporteur pour la culture et l'égalité des sexes. Dans l'autobiographie de Frevert, Grib chancen, elle ne parle pas de la controverse liée au site Web, mais déclare que la direction du parti utilise cette affaire pour l'évincer, mais que les vraies raisons seraient liées à certaines de ses prises de positions et en raison de son orientation sexuelle.

## Vie privée
Frevert est la fille de l'assistant principal Knud Frevert Nielsen et de l'assistante de bureau Irene Nielsen. 
Son premier mari, Søren Pihl Sørensen, meurt en 1994. Frevert reste seule avec leurs quatre enfants. Elle épouse en 1998 le directeur Janus Funt. 
Depuis 2001, elle est ouvertement lesbienne et est dans un partenariat enregistré avec Susanne Christensen.   

## Fonctions
- Présidente de l'Union danoise des danseurs du ventre depuis 1991
- Membre du conseil d'administration de l'Association des artistes danois 1985-2001
- Vice-présidente de l'Association nationale des gays et lesbiennes novembre-décembre 2002
- Membre de la direction nationale de l'Association nationale des gays et lesbiennes jusqu'à l'automne 2003

## Communiqués

### Littérature
- Mavedans: Kom i form på 1 m2 (1987)
- Kaffe, te og søde sager fra Tyrkiet og Egypten (1991)
- I form med mavedans (1992)
- Ryst dig slank på 1 m2 (1997)
- Kort og Godt. Et politisk budskab (2004)
- Grib chancen (2007)

### Vidéos pédagogiques
- Kom i form på 1 m2 (1991)
- Mavedans dig i form på 1 m2 (2000)

## Filmographie
- Dans le signe du taureau (1974)
- Justine et Juliette (1975)
- Dans le signe des Gémeaux (1975)
- Saute au bord du lit (1976)
- Dans le signe du lion (1976)
- Molly (1977)
- Walter et Carlo - Sur le chapeau de papa (1985)
- Vas-y doucement (1986)